# Han Jingdi

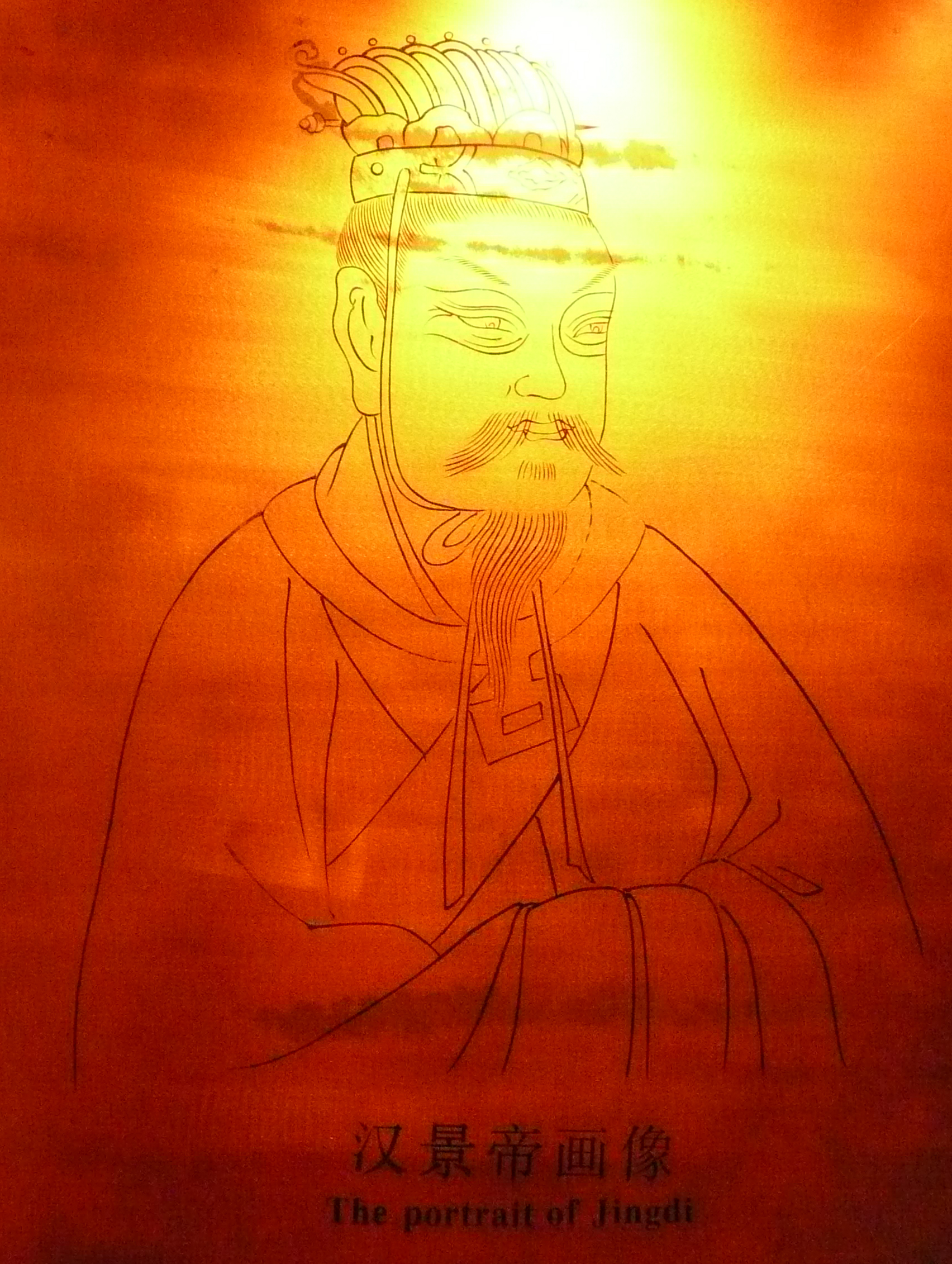
Portret in het Han Yang Ling Museum, Xianyang

Han Jingdi was keizer van China van 157 v.Chr. tot 141 v.Chr., uit de Han-dynastie.
Hij was de vijfde heerser van de Westelijke Han-dynastie. Hij werd in 188 v.Chr. geboren en hij stierf in 141 v.Chr. Zijn persoonlijke naam was Liu Qi. Hij was een zoon van Han Wendi en Keizerin Dou.
Tijdens Jingdi's regering bereikte de macht van feodale prinsen uit zijlijnen van de dynastie zijn hoogtepunt, wat leidde tot de Opstand der Zeven Staten. Jingdi slaagde erin om de opstand neer te slaan en voerde daarna effectieve hervormingen door om de macht van de dynastie te centraliseren en de prinsen te vervangen door ministers. Dit leidde tot ongekende eenheid en politieke stabiliteit in het rijk en versteviging van de keizerlijke macht. Dit maakte de weg vrij voor de gigantische machtsuitbreiding onder Jingdi's zoon Han Wudi.
Jingdi had een zeer gecompliceerde persoonlijkheid. Hij leek erg op zijn vader Han Wendi. Hij liet het confucianisme de basis leggen voor een wijs, sterk en stabiel bestuur en beïnvloed door zijn moeder Keizerin-weduwe Dou hanteerde hij net als zijn vader veel taoïstische principes, hij verlaagde de belastingen, hij verminderde strenge straffen en bemoeide zich weinig met de bevolking.
Jingdi besefte dat 90% van de bevolking leefde van landbouw en erkende het belang van deze sector. Hij voerde een dienstplicht (bij het leger) in van 2 jaar en een jaarlijkse plicht van 1 maand om publieke werken uit te voeren, zoals herstel aan wegen, bruggen en gebouwen of vervoer van graan. Samen met deze grote welstand ontwikkelde zich de belangstelling voor het hiernamaals, met als gevolg uiterst weelderige graven.
Jingdi is echter ook vaak verweten dat hij veel grover was dan zijn vader en dat hij diens warmte en vriendelijkheid miste. Hij werd vooral bekritiseerd vanwege de slechte behandeling van Zhou Yafu, de generaal die hem geholpen had de Opstand der Zeven Staten neer te slaan, en de slechte behandeling van zijn vrouw Keizerin Bo.

## Jeugd en loopbaan als kroonprins
Jingdi werd geboren als Liu Qi, als zoon van Wendi, op dat moment nog de Prins van Dai en diens favoriete consorte Consorte Dou, in 188 v.Chr. Hij was zijn vaders oudste zoon. Hij groeide op in een gezonde omgeving met luxe en weelde. Nadat zijn vader in 180 v.Chr. keizer was geworden, werd hij tot kroonprins benoemd en zijn moeder tegelijkertijd tot keizerin.
Tijdens zijn jeugd werd Kroonprins Qi geprezen voor het feit dat hij zeer meevoelend was. Hij werd sterk beïnvloed door zijn moeder Keizerin Dou die Taoïst was en al haar kinderen en kleinkinderen de Taoïstische doctrines liet, die beiden ook kinderen waren van Keizerin Dou.
Naarmate Kroonprins Qi ouder werd, stichtte hij, zoals gebruikelijk, zijn eigen huishouden en een lid van zijn huishouden, Chao Cuo, bekend om zijn intelligentie, efficiëntie en grote talent, werd een betrouwbare adviseur van Kroonprins Qi.
In 157 v.Chr. stierf Han Wendi en Kroonprins Qi werd keizer als Keizer Jing, postuum Han Jingdi. Wendi had in zijn testament gevraagd de rouwperiode te laten verkorten en zijn wens werd ingewilligd. Jingdi's grootmoeder Keizerin-weduwe Bo werd nu Groot Keizerin-weduwe Bo en zijn moeder Keizerin Dou werd de nieuwe Keizerin-weduwe. Prins Qi's vrouw, Consorte Bo (een lid van zijn grootmoeders clan), werd de nieuwe keizerin.

## Vroege regering
Jingdi zette grotendeels zijn vaders politiek voort en bemoeide zich weinig met het volk en verlaagde de belastingen en het staatscorvee. De belastingen werden tijdens zijn regering gehalveerd en zelfs verlaagd tot een derde. Hij zorgde voor een sterk en stabiel bestuur, waarvoor het confucianisme de basis was. Ook maakte hij licht gebruik van de leganistische methodes en taoïstische idealen. Net als zijn vader verminderde hij lijfstraffen, maar zijn vaders verbod op het afhakken van neuzen of voeten dat vervangen was door stokslagen, leidde ertoe dat meer mensen aan de stokslagen stierven. Daarom verlaagde Jingdi het aantal stokslagen. In 144 v.Chr. werd het aantal stokslagen nog verder verlaagd. Jingdi zette ook zijn vaders politiek voort om de Xion Nu prinsessen ten huwelijk te geven en waardevolle geschenken te sturen. Hierdoor werden een hoop conflicten vermeden. Een van de problemen waarmee Jingdi echter direct geconfronteerd werd, was de macht van prinsen uit zijlijnen van de familie, die bepaalde provincies bestuurden. De prinsen bouwden vaak hun eigen militaire macht op en gehoorzaamden niet aan decreten van de keizer. Dit was al een probleem geweest tijdens de regering van Jingdi`s vader, Wendi, maar die had er niet echt iets aan kunnen doen.
De eerste jaren van zijn regering koos Jingdi geen kroonprins. Dit was, omdat zijn vrouw Keizerin Bo geen kinderen had. Zijn moeder, Keizerin-weduwe Dou, wilde dat hij zijn jongere broer Liu Wu, de Prins van Liang, tot kroonprins zou maken, maar dit ging niet door als gevolg van tegenwerking van ambtenaren. Liu Wu kreeg nog altijd wel een hoop privileges die niet aan andere prinsen werden gegeven.

## De Opstand der Zeven Staten
De kwestie over hoe om te gaan met machtige prinsen zou spoedig uitlopen tot een oorlog, bekend als de Opstand der Zeven Staten. Jingdi had al een slechte relatie met de neef van zijn grootvader Han Gaozu, Liu Pi, prins van het welvarende prinsdom Wu, dat beschikte over een hoop natuurlijke rijkdommen waaronder kopermijnen en zoutvoorraden. Toen Jingdi nog Kroonprins Qi was, was Liu Pi`s erfgenaam, Liu Xian, op bezoek geweest in de hoofdstad Chang`an. Kroonprins Qi en Liu Xian hadden samen zitten gokken bij het bordspel liubo, dat veel te maken had met voorbestemming en toekomstvoorspellingen. Tijdens het spel beledigde Liu Xian Kroonprins Qi, die hem hierop doodde door het houten bord naar zijn hoofd te gooien. Liu Pi koesterde hierdoor grote wrok richting de nieuwe keizer.
Chao Cuo's advies aan Jingdi was om de omvang van de prinsdommen in te dammen om ze minder bedreigend te maken, met als excuus de beledigingen die prinsen had geuit en die over het algemeen waren genegeerd door Wendi.  Chao overwoog expliciet de mogelijkheid, dat Wu en andere prinsen in opstand konden komen, maar rechtvaardigde de actie door te verzekeren, dat ze beter vroeg dan laat konden rebelleren, voordat ze beter voorbereid zouden zijn. Uitgaande van deze theorie, sneed Jingdi in 154 v. Chr. een commanderie af van de prinsdommen Cu (het moderne noordelijke Jiangsuen noordelijk Anhui) en Zhao en zes graafschappen van het prinsdom Jiaoxi (ruwweg het moderne Weifang, Shandong), voordat hij twee commanderieën afsneed van Wu.
Wu begon inderdaad een opstand, samen met Chu, Jiaoxi, Zhao, en drie andere kleinere prinsdommen—Jiaodong (ruwweg modern Qingdao, Shandong), Zaichuan (deel van het moderne Weifang, Shandong), en Jinan (modern Jinan, Shandong).  Twee andere prinsdommen, die aanvankelijk zich wilden aansluiten, Qi (modern centraal Shandong) en Jibei (modern noordwestelijk Shandong), trokken zich op het laatste moment terug.  Wu zocht ook ondersteuning van onafhankelijke koninkrijken als Donghai (modern Zhejiang) en Minyue (modern Fujian), en beide koninkrijken leverden strijdkrachten.  Zhao zocht hulp bij Xiongnu, maar hoewel Xiongnu deze aanvankelijk toezegde, nam hij uiteindelijk toch niet deel aan de oorlog.
Overeenkomstig de instructies die Wendi had achtergelaten. stelde Jingdi Zhou Yafu aan als bevelhebber van de strijdkrachten die de confrontatie moest aangaan met de belangrijkste opstandige stroming, de verenigde legers van Wu en Chu. Hij raakte echter snel in paniek bij het vooruitzicht dat hij zou verliezen en op voorstel van Chao Cuo's vijand Yuan Ang, executeerde hij Chao in een vergeefse poging de zeven prinsen mild te stemmen.
De legers van Wu en Chu werden aangevallen door het prinsdom Liang (modern oostelijk Henan), waarvan de prins, Liu Wu, de geliefde jongere broer was van Jingdi. Deze gaf dan ook onmiddellijk bevel aan Zhou om koers te zetten naar Liang om het te ontzetten. Zhou weigerde, met de redenering dat de juiste strategie zou zijn eerst de aanvoerlijnen van Wu en Chu af te snijden en ze zo uit te hongeren. Hij trok om de strijdkrachten van Wu en Chu heen naar de noordoostelijke zijde van Liang om de vijand de bevoorrading onmogelijk te maken. Deze strategie sorteerde effect. Wu en Chu, niet in staat om Liang snel in te nemen en zich realiserend dat hun voorraden slonken, trokken in noordoostelijke richting om Zhou aan te vallen. Onmachtig een definitieve overwinning te behalen op Zhou, stortte hun leger door honger in. Liu Pi vluchtte naar Donghai, waar hij gedood werd. Donghai sloot vrede met de Han. Liu Wu, de prins van Chu, pleegde zelfmoord. De andere prinsdommen die betrokken waren, werden uiteindelijk ook allemaal verslagen. De macht van de feodale prinsen werd gebroken en er werden hervormingen doorgevoerd om de situatie te verbeteren. De prinsdommen werden opgedeeld zodat hun macht beperkt werd en het centrale gezag toenam. De laatste resten van het feodalisme verdwenen. Het rijk kende hierdoor een nog nooit gekende eenheid en de macht van de keizer nam sterk toe.

## Middelste regering en opvolgingskwesties
In 153 v.Chr. maakte Jingdi zijn oudste zoon, Liu Rong, tot kroonprins, omdat zijn vrouw Keizerin Bo, geen kinderen had. Dit maakte Liu Rong`s moeder, Consorte Li zeer arrogant. Ze verwachtte ook keizerin te worden, al helemaal nadat Keizerin Bo in 151 v.Chr. was afgezet, na de dood van Groot Keizerin-weduwe Bo. Consorte Li had een hekel aan Jingdi's zus, prinses Piao, omdat ze haar broer vaak mooie vrouwen als concubines gaf. Toen prinses Piao, om een einde aan het conflict te maken, haar dochter, Chen Jiao, ten huwelijk aanbood aan Li's zoon, Liu Rong, weigerde Consorte Li.
Prinses Piao besefte dat ze in een slechte situatie terecht zou komen als Li ooit keizerin-weduwe werd. Ze schonk Chen Jiao ten huwelijk aan Liu Che, de prins van Jiaodong, een zoon van een van Jingdi's andere favoriete concubines, Wang Zhi. Daarna bekritseerde ze consorte Li en stelde ze dat als ze ooit keizerin-weduwe zou worden vele concubines hetzelfde lot zouden ondergaan als consorte Qi, de favoriete concubine van Jingdi's grootvader Han Gaozu, die na de dood van Han Gaozu door diens vrouw keizerin-weduwe Lu, gemarteld en vermoord was. Jingdi was het uiteindelijk met haar eens en zette Liu Rong in 150 v.Chr. af als kroonprins. Consorte Li stierf in hetzelfde jaar en daarop werd Wang Zhi tot keizerin gemaakt en prins Che tot kroonprins.
Prins Rong zou niet gespaard worden. In 148 v.Chr. werd hij ervan beschuldigd de tempel van zijn grootvader Han Wendi te hebben betreden toen hij de muren om zijn paleis liet bouwen. Hij werd gevangengenomen en niet toegestaan te schrijven aan zijn vader. Zijn oudoom Dou Ying,(de broer van Keizerin-weduwe Dou), smokkelde een pen voor hem; hij schreef een brief aan zijn vader en daarna pleegde hij zelfmoord.
Een ander incident waarbij een mogelijke opvolger, Prins Wu van Liang, betrokken was, vond in 148 v.Chr. plaats. Prins Wu kreeg vanwege zijn aandeel in het neerslaan van de Opstand der Zeven Staten volledige toestemming voor het gebruik van keizerlijke ceremonies en kleuren. Leden van zijn huishouden moedigden hem aan om kroonprins te worden. Keizerin-weduwe Dou steunde dit plan ook, maar een hoop ambtenaren waren hier tegen, omdat ze dachten dat dit tot instabiliteit in de dynastieke opvolging zou leiden. Toen Prins Wu om toestemming vroeg om een grote weg aan te leggen van zijn hoofdstad Suiyang naar Chang`an verzetten dezelfde ambtenaren zich hiertegen, omdat ze bang waren dat als Liang in opstand zou komen de weg voor militaire doeleinden gebruikt zou worden. Prins Wu liet deze ambtenaren vermoorden. Jingdi was zeer kwaad en liet een hoop spionnen het onderzoeken. Prins Wu gaf zich uiteindelijk aan hen over. Jingdi veroordeelde hem niet omdat hij nog steeds veel om zijn broer gaf en hij zijn moeder niet wilde beledigen. Jingdi zag hem echter niet meer als mogelijke opvolger.

## Late regering
De late regering van Jingdi werd gekenmerkt door een incident waarvoor hij vaak bekritiseerd is, de dood van Zhou Yafu die verantwoordelijk was geweest voor Jingdi`s grote overwinning in de Opstand der Zeven Staten. Zhou, later als eerste minister, beledigde vrijwel elke persoon die dicht bij Jingdi stond, zijn broer Liu Wu en zijn moeder Keizerin-weduwe Dou, door te weigeren Liang eerst te redden, toen het belegerd werd door Chu en Wu strijdkrachten tijdens de Opstand der Zeven Staten, en zijn vrouw Keizerin Wang en diens broer Wang Xin, door tegen te gaan dat Wang Xin markies gemaakt zou worden door Jingdi. In 143 v.Chr. was hij met pensioen, toen zijn zoon ter voorbereiding op zijn dood,overgebleven wapenuitrusting en wapens trachtte te bemachtigen van de keizerlijke wapenkamer om als begrafenisversierselen te dienen. Zhou,s zoon weigerde de bezorgers te betalen en uit wraak beschuldigden de bezorgers de Zhous van verraad. Jingdi liet Zhou Yafu arresteren en ondervragen en toen de ondervrager door Zhou werd verteld dat de wapenuitrusting dienst zou doen voor begrafenisdoeleinden, beschuldige hij hem van 'verraad in de onderwereld', oftewel van de bereidheid verraad te plegen tegen de geesten van de keizers na zijn dood. Zhou pleegde zelfmoord in de gevangenis.
Jingdi stierf in 141 v. Chr. en werd begraven in het piramidevormige Yangling mausoleum in Chang'an. Hij werd opgevolgd door kroonprins Che als keizer Wu, postuum Han Wudi.

## Historisch belang
Jingdi was een raadselachtige figuur. Zijn regering was een periode van welvaart en stabiliteit en vormde samen met die van zijn vader het hoogtepunt van de Han-dynastie. Hun regeringen staan samen bekend als de Regeringen van Wen en Jing. Er is echter vaak gesteld dat uit Jingdi's acties blijkt dat hij de warmte en openheid van zijn vader miste. Zijn regering werd gekenmerkt door intriges en verraad. Vanwege zijn goede contacten met zijn familie en zijn stabiele regering kan echter ook het tegendeel beweerd worden. Zijn harde acties tegen Zhou Yafu kunnen ook als een zelfverdediging worden beschouwd. Zijn persoonlijke leven en het afzetten van keizerin Bo kunnen ook worden verklaard met de mogelijkheid dat hij onder invloed van zijn grootmoeder met haar getrouwd was.
Jingdi bevorderde de studie van taoïstische teksten, nadat hij de Tao Te Ching als een Chinees klassiek werk was gaan beschouwen halverwege zijn regering.

## Persoonlijke informatie
- Vader
  - Han Wendi
- Moeder
  - Keizerin Dou
- Echtgenotes
  - Keizerin Bo (afgezet 151 BC)
  - Keizerin Wang Zhi, moeder van Han Wudi
- Belangrijke Concubines
  - Consorte Li (gestorven 150 v. Chr.), moeder van Prins Rong, De, en E
  - Consorte Cheng, moeder van Prins Yu, Fei, en Duan
  - Consorte Jia, moeder van Prins Pengzu en Sheng
  - Consorte Tang, moeder van Prins Fa
  - Consorte Wang, moeder van Prins Yue, Ji,  Cheng, en Shun
- Kinderen
  - Liu Rong (劉榮), Kroonprins (benoemd 153 v. Chr., afgezet 150 v. Chr.), later Prins Min van Linjiang (benoemd 150 BC), pleegde zelfmoord 148 BC
  - Liu De (劉德), Prins Xian van Hejian (benoemd 155 v. Chr., gestorven 130 v. Chr.)
  - Liu E (劉閼), Prins Ai van Linjiang (benoemd 155 v.Chr., gestorven 153 BC)
  - Liu Yu (劉餘), Prins van Huaiyang (benoemd 155 v. Chr.), later Prins Gong van Lu (benoemd 154 v. Chr., gestorven 127 v. Chr.)
  - Liu Fei (劉非), Prins van Runan (benoemd 155 v. v. Chr.), later Prins Yi van Jiangdu (benoemd 154 v.Chr., gestorven 127 v. Chr.)
  - Liu Pengzu (劉彭祖), Prins van Guangchuan (benoemd 155 v. Chr.), later Prins Jingxu van Zhao (benoemd 152 v. Chr., gestorven 92 v. Chr.)
  - Liu Fa (劉發), Prins Ding van Changsha (benoemd 155 v. Chr., gestorven 128 v.Chr.)
  - Liu Duan (劉端), Prins Yu van Jiaoxi (benoemd 154 v. Chr., gestorven 108 v. Chr.)
  - Liu Sheng (劉勝), Prins Jing van Zhongshan (benoemd 154 v. Chr., gestorven 114 v. Chr.)
  - Liu Che (劉徹), Prins van Jiaodong (benoemd 153 v. Chr.), dan Kroonprins (benoemd 150 v. Chr.), later Han Wudi
  - Liu Yue (劉越), Prins Hui van Guangchuan (benoemd 148 v. Chr., gestorven 136 v. Chr.)
  - Liu Ji (劉寄), Prins Kang van Jiaodong (benoemd 148 v. Chr., gestorven 120 v. Chr.)
  - Liu Cheng (劉乘), Prins Ai van Qinghe (benoemd 148 v. Chr., gestorven 136 v. Chr.)
  - Liu Shun (劉舜), Prins Xian van Changshan (benoemd 145 v. Chr., gestorven 114 v. Chr.)
  - Prinses Pingyang
  - Prinses Nangong
  - Prinses Longlü